# Diagrama de instalação
O diagrama de instalação (ou diagrama de implantação) é definido pela Linguagem de Modelagem Unificada (Unified Modeling Language - UML), descreve os componentes de hardware e software e sua interação com outros elementos de suporte ao processamento.
Representa a configuração e a arquitetura de um sistema em que estarão ligados seus componentes, sendo representado pela arquitetura física de hardware, processadores, etc.

## Conceitos
- Nó: Representa uma peça física de equipamento na qual o sistema será implantado.
- Artefatos: Qualquer pedaço físico de informação usada ou produzida por um sistema.
- Especificação de implantação: Especifica um conjunto de propriedades que determina os parâmetros de execução de um artefato que está instalado em um nó.